# Tram van Vladivostok

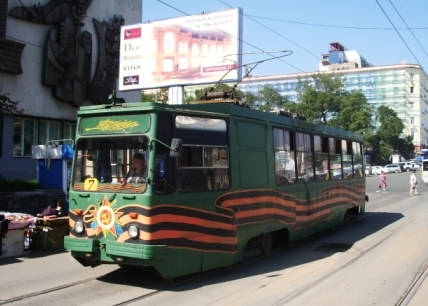
Een LM-93 tram afkomstig uit Riga

De tram van Vladivostok (Russisch: Владивостокский трамвай) bestaat uit één lijn van circa 5,5 kilometer en is het restant van een vroeger veel uitgebreider tramnet in deze Oost-Siberische, aan de Japanse Zee gelegen Russische stad. Het net is aangelegd is de klassieke Russische spoorwijdte van 1524 mm.
De eerste tram in Vladivostok verscheen op 9 oktober 1912 als metersporige paardentram onder de naam Eerste Russische Oost-Siberische Trammaatschappij. De ingezette trams waren afkomstig uit Oostenrijk-Hongarije. In 1934 bereikte het net een lengte van 21 kilometer. Tussen maart en december van dat jaar werd het metersporige net volledig omgespoord tot het Russische breedspoor. Het net werd verder uitgebreid en bereikte in 1989 een lengte van 46,2 kilometer. Omwille van de topografie van de stad, telde het net talrijke trajecten met sterke stijgingspercentages.
In 2009 bestond het net nog slechts uit de twee lijnen nummers 4 en 6 die uitgebaat werden met 47 trams van het type RWZ-6 uit 1976-1988, 25 trams van het type KTM-5 uit de jaren 1988-1992, 20 voertuigen type KTM-8 uit 1992-1994 en vijf trams LM-93 uit de jaren 1996-1999. De uit de Letse hoofdstad Riga stammende RWZ-6 werden in 2001 in de eigen werkplaatsen grondig vernieuwd.
Sinds oktober 1997 was het gebruik van de tram gratis. Dit gebaar van de burgemeester verzekerde hem zijn herverkiezing. De tram is goed voor 400.000 reizigers per dag wat ongeveer 60% uitmaakt van alle openbaarvervoerreizigers. Het gratis vervoer werd enkele jaren nadien opnieuw afgeschaft en in de zomer 2003 kostte een enkele rit drie roebel.
Naast de tram wordt Vladivostok ook bediend door een trolleybusnet van 56,2 kilometer. Omwille van de zware topografie zal dit net dat tot ver in de voorsteden reikt, verder worden uitgebreid.